# Etude op. 25, nr. 12

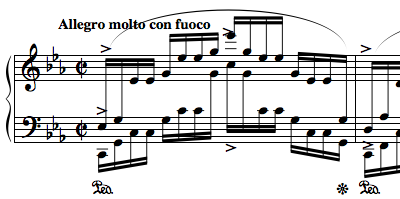
Het begin van de etude op. 25, nr. 12

Etude op. 25, nr. 12 is de laatste etude van Frédéric Chopin geschreven voor piano. Het is het laatste werk van opus 25 van de etudes van Chopin, geschreven in c klein en opgedragen aan de maîtresse van Franz Liszt, Marie d'Agoult. Deze etude is voor het eerst uitgegeven in 1837 in Frankrijk, Duitsland en Engeland. In de Franse editie was de maatsoort 4/4. De meeste moderne edities volgen het manuscript en de Duitse editie. Hierin is de maatsoort 2/2, een C met een verticale streep erdoor, zoals ook op bovenstaande afbeelding te zien is.
Het werk is ook bekend als "Oceaan". Het stuk bestaat uit een reeks van stijgende en dalende arpeggios in verschillende verwante toonaarden van c klein. De openingslijnen doen denken aan de tweede prelude van het eerste boek van "Das wohltemperierte Klavier" van Bach.

## Structuur
Het hele stuk, behalve de coda, bestaat uit arpeggio's van 16e noten, die een groot deel van het klavier in beslag nemen. De eerste noot van de stijgend arpeggio wordt benadrukt met de rechterhand en de eerste noot van de dalende arpeggio wordt benadrukt met de linkerhand. Per maat zijn er zo twee belangrijke melodienoten. Gesyncopeerd pedaalgebruik wordt op de meeste plaatsen van het stuk gebruikt. De tempoaanduiding van het stuk is "allegro molto con fuoco" wat letterlijk "zeer levendig met vuur" betekent.
De etude is vergelijkbaar met de etude op. 10, nr. 1, waarin de componist de gelijknamige majeurtoonaard gebruikt. De techniek die de musicus moet gebruiken, is vergelijkbaar. Bij de etude op. 10, nr. 1 worden de arpeggio's alleen door de rechterhand gespeeld en zijn deze veel lichter dan bij op. 25, nr. 12.
- Heeft u problemen met het afspelen van deze bestanden? Zie audiohulp.

- Bibliothèque nationale de France: cb14818217h (data)
- Gemeinsame Normdatei: 300036973
- Library of Congress Control Number: no98000969
- MusicBrainz work: bdaa998e-7f20-3b63-9c94-4967645affa7
- Nationale Bibliotheek van Israël: 987010649743905171
- Virtual International Authority File: 184095182